# 初恋.com
『初恋.com』は、2003年12月22日から同年12月25日まで日本テレビで4夜連続で放送されたクリスマスドラマスペシャル。放送時間は22:54 - 23:24で、最終日の12月25日は23:34まで拡大して放送した。
スポンサーはライオン、キリンビール、ソニーの3社。

## あらすじ
クリスマス間近のある日。ファッション関係の通販会社の三人の女性が、初恋の人を探し当てるサイト「初恋.com」の存在を知ることに。三人は、今の自分の状況を、初恋の人との再会で変えられるのではないかと望みを託すが…。
なお、エンドロールでは、この年移転した日本テレビの新社屋がある汐留からの映像が、生中継で放送された。最終回ではこの部分に綾戸智絵が登場し、テーマソングである「Silent Night（きよしこの夜）」歌う様子が紹介された。

## 放映リスト
- 第1話「人生最悪の初恋」
- 第2話「今の彼・初恋の彼」
- 第3話「白馬の王子様は誰？」
- 最終話「○」

## 出演
- 桜井遥：加藤あい
- 川瀬：大塚寧々
- 足立：市川実日子
- 倉沢桃子
- 木村剛
- 佐藤タイジ
- 瑛太
- 金子統昭
- 大倉孝二
- うじきつよし
- 忌野清志郎

## スタッフ
- 原案：小原信治
- 脚本：江頭美智留、小原信治
- 演出：山崎貴
- 音楽プロデュース：仲西匡
- プロデュース：櫨山裕子、内山雅博
- 制作協力：オフィスクレッシェンド
- 製作著作：日本テレビ
- 主題歌：綾戸智絵 「Silent Night（きよしこの夜）」